# ردیف (شعر)

ردیف در شعر فارسی به واژه یا واژه‌هایی اشاره می‌کند که به‌صورت مکرر و بدون هیچ تغییری در آخر بیت‌ها یا مصراع‌های شعر و پس از قافیه می‌آیند. ردیف در شعر فارسی اهمیت زیادی دارد و در طول تاریخ میزان کاربرد ردیف نیز بیشتر شده و استفاده از ردیف‌های دشوارتر نیز متداول شده است. اهمیت ردیف در حدی است که بیشتر غزل‌های شناخته شده دارای ردیف (یا اصطلاحاً «مُرَدَّف») هستند و در زمان خواندن شعر نیز ممکن است پیش یا پس از ردیف مکث شود تا بر آن تأکید شود.
ردیف می‌تواند از یک هجا تا چند کلمه باشد، و گاهی ردیف خود یک جملهٔ کامل است. اگر چه بین منابع مختلف در زمینهٔ تعریف ردیف اختلافاتی هست، کامل‌ترین تعریف‌های ردیف معمولاً کاربرد ضمیرها را هم برای ردیف مجاز می‌شمارند. با این حال، بیشتر ردیف‌ها از یک اسم یا فعل تشکیل شده‌اند و فعل «است» رایج‌ترین ردیف در اشعار فارسی است. ردیف یکی از ویژگی‌های شعر فارسی دانسته می‌شود و در قالب‌های شعری که از شعر عربی ریشه‌گرفته‌اند (مثل قصیده) کمتر کاربرد دارد تا قالب‌های دیگر مثل دوبیتی و غزل. در خود شعر عربی نیز ردیف کاربرد کمی دارد که احتمالاً از شعر فارسی اقتباس شده است؛ اشعار ترکی، هندی و اردو نیز گاهی ردیف دارند که احتمالاً از شعر فارسی به اقتباس برده‌اند. قدیمی‌ترین نمونه‌های ردیف، در شعرهای اولیهٔ فارسی دیده می‌شوند که این شامل شعرهای عامیانه نیز هست.
ردیف به جلوهٔ هنری شعر کمک می‌کند. نه فقط تکرار این واژه یا واژه‌ها، به آهنگ کلام شعر یاری می‌رساند، بلکه ردیف می‌تواند زمینه‌ساز به‌کارگیری آرایه‌های ادبی و شکل‌گیری صور خیال در شعر نیز باشد. همچنین ردیف دست شاعر را در انتخاب قافیه باز می‌کند و می‌تواند برای عیب‌پوشی از قافیه‌ها نیز استفاده شود. در عین حال، در استفاده از خود ردیف نیز ناهنجاری‌هایی در شعر کلاسیک فارسی دیده می‌شود، از جمله این که گاهی ردیف و قافیه با هم ترکیب می‌شوند (که به آن «امتزاج ردیف» می‌گویند) و گاه ردیف در میانهٔ شعر تغییر می‌کند.

## تعریف
واژهٔ ردیف ریشه در زبان عربی دارد و از مصدر رَدِفَ مشتق می‌شود که معنای فارسی آن «از چیزی پیروی کردن» یا «پشت سر چیزی سوار شدن» است. به شعری که ردیف دارد، «مُرَدَّف» می‌گویند.
به‌طور خلاصه، ردیف واژه یا واژه‌هایی است که که پیوسته یا گسسته، در یک یا چند معنی، پس از قافیه در پایان مصراع‌ها یا بیت‌های شعر می‌آیند. برای مثال، در بیت زیر از غزلی از حافظ، واژه‌های «کیمیا» و «ما» قافیه هستند و واژهٔ «کنند» ردیف است:
| آنان که خاک را به نظر کیمیا کنند |  | آیا بود که گوشهٔ چشمی به ما کنند؟ |

در منابع مختلف، تعاریف مختلفی برای ردیف در شعر فارسی مطرح شده است. برخی از تعاریف، استفاده از ضمیرها را هم برای ردیف مجاز می‌دانند؛ از جمله، در کتاب المعجم فی معاییر اشعار العجم چنین آمده است. با این حال، بین نویسندگان منتقدان دربارهٔ استفاده از ضمیر به عنوان ردیف اتفاق نظر وجود ندارد.
ردیف در شعر اهمیت بالایی دارد، چنان‌که شاعران وقتی از شعر دیگر شاعران اقتباس می‌کنند، معمولاً ردیف آن را هم تکرار می‌کنند و بین شاعران معاصر که شعرشان را نامگذاری می‌کنند نیز استفاده از ردیف شعر به عنوان نام شعر متداول است. به گفتهٔ محمدرضا شفیعی کدکنی، ردیف تنها یک پیرایه نیست و نقش آن در شعر فارسی مهم‌تر است، چنان‌که حدود هشتاد درصد غزلیات خوب فارسی ردیف دارند و این که غزلی بدون داشتن ردیف موفق شود، دشوار است. در زمان خواندن شعر نیز ردیف معمولاً مورد تأکید قرار می‌گیرد و گاهی قبل و بعد از آن مکث می‌شود تا تأکید و تمرکز بر آن بیشتر شود. خود شاعران نیز به استفاده از ردیف می‌بالند و حتی برخی در خودِ شعر به مردّف بودن آن اشاره کرده‌اند و آن را باعث تفاخر دانسته‌آند، مخصوصاً وقتی که از ردیف‌های دشوار استفاده کرده باشند. استفاده از ردیف‌های دشوار، خود دستمایهٔ رقابت بین شاعران نیز بوده است.

### اختلاف در تعاریف
بین تعاریف مختلفی که برای ردیف ارائه شده اختلاف‌هایی وجود دارد.
برخی از منابع در تعریف ردیف ذکر کرده‌اند که واژه یا واژه‌های ردیف، باید در تمام مصراع‌ها یا ابیات به یک معنی به کار گرفته شده باشند. برای مثال، علی‌محمد حق‌شناس ردیف را «تکرار یک عنصر دستوری یگانه … با توالی یکسان و با نقش‌های صوتی، صرفی، نحوی و معنایی یکسان» تعریف کرده است. اما این تعریف مورد قبول همگان نیست و در اشعار شاعران سرشناسی همچون حافظ نیز مصادیقی از ردیف که در آن معنای واژه در مصراع‌ها تغییر کرده است یافت می‌شود. برای مثال، در شعر زیر از حافظ، فعل «خواهد شد» در برخی مصراع‌ها فعل خاص (به معنای «خواهد رفت») و در برخی دیگر فعل عام است:
| نفس باد صبا مشک‌فشان خواهد شد   |  | عالم پیر دگرباره جوان خواهد شد          |
| ...                            |  |                                         |
| گل عزیز است، غنیمت شمریدش صحبت |  | که به باغ آمد ازین راه و از آن خواهد شد |

علی‌اکبر شیری با بررسی شعرهای مردّف به این نتیجه می‌رسد که واژه‌هایی که چندمعنایی همزمان دارند (یعنی امروزه بیش از یک معنا دارند، مثل «روشن» که در عبارات «چراغ روشن» و «آبی روشن» و «روشن شدن مسئله» معانی مختلفی دارد) یا چندمعنایی در زمان‌های مختلف دارند (یعنی معنایشان در گذشته و حال تفاوت دارد، مثل «خسته» که در گذشته به معنی زخمی بوده اما امروزه به معنی ناتوان است، یا «گران» که در گذشته به معنای سنگین بوده اما امروزه متضاد ارزان است) می‌توانند به عنوان ردیف استفاده شوند. در مقابل، واژه‌هایی که صرفاً هم‌نام هستند (یعنی ظاهراً و تلفظ یکسان دارند اما معنای متفاوت دارند، مثل «شانه» که هم اسم عضوی در بدن است، هم وسیلهٔ آراستن مو و هم ظرفی برای تخم مرغ) در ردیف استفاده نمی‌شوند و در قافیه به کار می‌روند. یکی از تفاوت‌های چندمعنایی با هم‌نامی آن است که در چندمعنایی، معناها با هم مرتبط هستند اما در هم‌نامی چنین نیست.

### تفاوت ردیف و قافیه
مرز ردیف و قافیه نیز یکی از موضوعات مورد اختلاف بین منابع مختلف بوده است. البته کتاب‌های عروض و قافیه، در مورد انواع قافیه بسیار سخن گفته‌اند اما کمتر به تعیین حدود قافیه و ردیف پرداخته‌اند.
یکی از تفاوت‌های ردیف و قافیه آن است که ردیف واژه‌ایست که عیناً (بدون تغییر) تکرار می‌شود، اما قافیه واژه‌هایی هستند که وزن هجاهای آخرشان مشابه است اما معمولاً با هم مطابق نیستند. با این حال، از دیرباز اشعاری وجود داشته که در آن‌ها یک واژه عیناً تکرار می‌شده و نقش قافیه را ایفا می‌کرده است.
برخی از کتاب‌های علم عروض، محدودیت‌هایی برای قافیه و ردیف ذکر کرده‌اند. برای مثال، شمس قیس رازی استفاده از حرف «ت» در انتهای واژه را یکی از ویژگی‌های قافیه می‌داند (مثل «گیسویت» و «رویت») و چنین واژه‌هایی را مصداق ردیف نمی‌داند. با این حال، شعرهای مختلفی وجود دارند که در آن قافیه‌ای دیگر به همراه یک ردیف استفاده شده که آن ردیف منتهی به «ت» است و در چارچوب تعیین شده توسط شمس قیس باید قافیه تلقی شود.
همچنین، این که واج‌ها یا واژهٔ پایان مصراع‌ها جدا یا پیوسته نوشته می‌شوند، توسط برخی به عنوان یکی از روش‌های افتراق ردیف از قافیه مطرح شده است. با این حال، از آنجا که شیوهٔ نگارش فارسی نزد همه یکسان نیست، این روش نیز می‌تواند دچار مشکل شود؛ مثلاً در بیت «چشمه‌ای خواهم که از وی جمله را افزایش است / دلبری خواهم که از وی مرده را آسایش است» می‌تواند واژهٔ جداگانهٔ «است» را ردیف دانست و واژه‌های «افزایش» و «آسایش» را قافیه خواند؛ اما اگر این بیت به صورت «چشمه‌ای خواهم که از وی جمله را افزایشست / دلبری خواهم که از وی مرده را آسایشست» نوشته شود (که در قدیم مرسوم بود) آنگاه باید کل «افزایشست» و «آسایشست» را قافیه خواند و ردیفی برای بیت قائل نشد. مشابه این وضع برای ضمیرها و افعال کوتاه شده نیز پیش می‌آید؛ مثلاً در بیت «ما دُردفروشِ هر خراباتیم / نه عشوه‌فروش هر کراماتیم» می‌توان گفت که «یم» در انتهای دو مصراع، مخفف واژهٔ مستقل «هستیم» است پس ردیف است، و «خرابات» و «کرامات» قافیه هستند، هر چند که جداگانه نوشته نشده‌اند. اما در بیت «ز آب روان گرد برانگیختند / جوهر تو زان عرض آمیختند» نمی‌توان گفت که «ند» در انتهای دو مصراع یک واژهٔ جداست (چون ضمیر است) و در نتیجه نمی‌توان برای این بیت ردیف قائل شد.

## انواع ردیف
ردیف در شعر فارسی را از جهت خصوصیات واژه، نوع دستوری، ساختمان، جایگاه و کارکرد آن می‌توان طبقه‌بندی کرد.
از نظر خصوصیات واژه، ردیف می‌تواند از واژه‌های بسیار کوتاه همچون ضمیرها که تنها یک هجا طول دارند، تا عباراتی چندبخشی متشکل از چند واژه باشد. به گفتهٔ خواجه نصیر، قافیه و ردیف حتی می‌تواند این قدر طولانی باشد که کل مصراع را تشکیل بدهد، و کوتاه یا طولانی بودن ردیف به آن اعتبار خاصی نمی‌بخشد. در عمل نیز شعرهایی وجود دارند که در آن تمام هجاها در قافیه و ردیف به کار رفته باشند؛ مثلاً در بیت «ای یار که دل ربودی از من / عیار که دل ربودی از من» واژه‌های «یار» و «عیار» قافیه هستند و تنها واژه‌ای که جزو قافیه و ردیف نیست «ای» در مصراع اول است.
تقسیم‌بندی دیگری که از نظر خصوصیات واژهٔ ردیف مطرح شده، تقسیم ردیف به دو نوع «مضمّر» و «مظهر» است که در رسالهٔ کنز الفواید آمده است. در این تقسیم‌بندی، منظور از ردیف مظهر، ردیفی است که متشکل از یک یا چند واژهٔ مستقل است و ردیف مضمر، ردیفی است که به صورت یک ضمیر، به انتهای واژهٔ پیشین (قافیه) چسبیده است. تقسیم‌بندی مشابهی نیز ردیف را به دو دستهٔ «گسسته» و «پیوسته» تقسیم می‌کند که در این تقسیم‌بندی هر گاه واژهٔ ردیف به واژهٔ پیشین بچسبد آن را پیوسته می‌نامیم، خواه ضمیر باشد و خواه نه؛ مثلاً در بیت «ما دُردفروشِ هر خراباتیم / نه عشوه‌فروش هر کراماتیم» ردیف پیوسته است.
اگر چه اصطلاح ردیف عموماً برای توصیف واژه یا واژه‌هایی در انتهای مصراع‌ها یا بیت‌ها به کار می‌رود، اما در برخی شعرها در میانهٔ مصراع‌ها نیز واژه یا واژه‌هایی عیناً تکرار می‌شوند که به آن «ردیف میانی» می‌گویند (در مقابل «ردیف کناری» که به ردیف در انتهای مصراع یا بیت اشاره می‌کند). برای مثال، در بیت زیر از سعدی، واژهٔ «بس» نقش ردیف میانی دارد:
| تا چند گویی ما و بس، کوته کن ای رعنا و بس |  | نه خود تویی زیبا و بس، ما نیز هم بد نیستیم |

به‌طور خاص، اوزان شعری که افاعیل طولانی، متحد و دوره‌ای دارند برای شکل‌گیری ردیف میانی مناسب‌ترند. در مثال بالا، وزن شعر چهار لختی است، و لخت‌های اول تا سوم با ردیف میانی پایان یافته‌اند.
از نظر نوع دستوری، ردیف‌ها دو نوع عمده دارند: ردیف‌های فعلی و ردیف‌های اسمی. قدیمی‌ترین ردیف‌ها، اغلب فعلی و ساده بودند. با گذشت زمان، ردیف‌های پیچیده‌تر و ترکیبی نیز به کار گرفته شدند. ردیف‌های اسمی توجه مخاطب را به آن اسم افزایش می‌دهند و می‌توان آن‌ها را از ظریف‌ترین نمونه‌های ردیف دانست. در غزلیات که معمولاً موضوع شعر دربارهٔ عشق است، ردیف‌های اسمی نیز معمولاً از واژه‌هایی ساخته می‌شوند که بار غنایی دارند.
از نظر کارکرد واژه، ردیف را می‌توان به دو دسته تقسیم کرد: دستوری و قاموسی. در ردیف دستوری، واژه صرفاً یک جایگاه دستوری را گرفته و نقش مؤثری در معنی شعر ندارد. ردیف‌هایی مثل «اندر»، «هست» یا «است»، «را»، «در»، «از» و «دگر» بیشتر چنین هستند. اما در ردیف قاموسی، این واژه در معنی شعر و آفرینش صور خیال یا آرایه‌های ادبی نیز نقش دارد. برای مثال، در قصیدهٔ زیر از خاقانی که در مرثیهٔ رشیدالدین وطواط سروده شده است، شاعر با استفاده از واژهٔ «بگشایید» به عنوان ردیف، به گشودن عقده‌های دل خود می‌پردازد که این رابطه به زیبایی کلام کمک می‌کند:
| صبحگاهی سر خوناب جگر بگشایید    |  | ژالهٔ صبحدم از نرگس تر بگشایید  |
| دانه‌دانه گهر اشک ببارید چنانک   |  | گره رشته تسبیح ز سر بگشایید    |
| خاک لب تشنهٔ خون است ز سرچشمهٔ دل |  | آب آتش زده چون چاه سقر بگشایید |
| ...                             |  |                                |

## تاریخچه
- در شعر دورهٔ طاهریان و صفاریان، هیچ شعری از واژهٔ عربی برای ردیف استفاده نکرده است.
- تمام شعرهای فرخی سیستانی که ردیف دارند، واژهٔ ردیف در آن‌ها واژه‌ای با ریشهٔ فارسی است.
- در میان تمام ردیف‌های شعرهای رودکی فقط یکی واژه‌ای عربی است («غم»).
- از ۵۵۰۰ بیت شاهنامه فردوسی، ۶۸۲ بیت ردیف دارند که همگی واژه‌هایی با ریشهٔ فارسی هستند.
- از ۴۷۰ بیت لیلی و مجنون، ۱۲۰ بیت مردّف است و فقط یک موردش واژه‌ای با ریشهٔ عربی است.
- از ۳۲۰ بیت مخزن الاسرار، ۱۶۵ بیت ردیف دارد و فقط ۳ موردش واژه‌ای با ریشهٔ عربی است.
- اگر چه در شعرهای منوچهری واژه‌های عربی به وفور استفاده شده‌اند، فقط یک مورد از ردیف‌ها واژه‌ای عربی است («ملک»).
- از ۱۵۶ قصیدهٔ ناصرخسرو که مردّف هستند، فقط ۴ قصیده ردیفی با واژه‌های عربی دارند که آن‌ها هم همگی اسم هستند («محمد»، «علی»، «ناصبی»، «رسول»).
- بیش از نیمی از رباعیات خیام مردّف هستند که همهٔ ردیف‌ها از واژه‌هایی با ریشهٔ فارسی هستند.

احمد محسنی، ردیف و موسیقی شعر
ردیف از ویژگی‌های شعر فارسی است، و اگر چه نامش واژه‌ای با ریشهٔ عربی است، اما در شعر عربی استفاده از ردیف مرسوم نیست. حتی در شعرهای فارسی هم کاربرد ردیف در قالب‌های شعری که از شعر عربی اقتباس شده‌اند کمتر است، چنان‌که مثلاً بین شعرهای سبک خراسانی که در قالب قصیده سروده شده‌اند کاربرد ردیف حدود ۲۰٪ است اما بین شعرهایی که در قالب دوبیتی و رباعی سروده شده‌اند، کاربرد آن ۷۰٪ تخمین زده می‌شود. همچنین، استفاده از واژه‌هایی که ریشه در زبان عربی دارند برای قافیه رایج است، اما در واژه‌های ردیف رایج نیست.
پرویز ناتل خانلری نمونه‌ای از شعر به زبان پهلوی را شناسایی و گزارش کرده است که واژهٔ گیهان در انتهای بیشتر (اما نه همهٔ) بیت‌های آن تکرار شده است. اگر چه این شعر قافیهٔ دیگری ندارد و نمی‌توان «گیهان» را در آن مصداق ردیف به معنای امروزی دانست، اما خانلری آن را نمونه‌ای از یک ردیف ابتدایی دانسته است. در یکی از اشعاری که ابن خردادبه نقل کرده و به باربد منسوب کرده نیز واژه‌ای تکرار شده که حالت ردیف‌گونه دارد. این شعر در مدح خسرو پرویز است و واژهٔ «خرشیذ» در آن مانند یک ردیف تکرار شده است اگر چه قافیهٔ دیگری ندارد. همچنین در منظومهٔ «درخت آسوریک» که به زبان پارتی یا پهلوی اشکانی سروده شده اما امروزه نسخهٔ پهلوی آن در دسترس است، عبارت «مَن کَرِند» پس از قافیهٔ «از» تکرار شده که می‌توان آن را نوعی ردیف دانست. قدیمی‌ترین شعری که حالت ردیف‌گونه در آن دیده می‌شود در کتیبه‌های هخامنشی است که در آن واژهٔ «ادات» به صورت ردیف به کار رفته است:
| خدای بزرگ اهورا مزداه | bagah wazarkah ahuramazdāh |
| که این بوم را داد     | hyah imān būmin adāt       |
| که آن آسمان را داد    | hyah awam asmānam adāt     |
| که مردم را داد        | hyah martyam adāt          |
| که شادی را داد …      | hyah šyātim adāt           |

عبدالحسین زرین‌کوب با استناد به بیت زیر، پیدایش ردیف را به دورهٔ پیش از اسلام نسبت می‌دهد؛ این بیت احتمالاً قدیمی‌ترین نمونهٔ استفاده از ردیف پس از قافیه است:
| هژبرا به کیهان انوشه بزی |  | جهان را به دیدار توشه بزی |

در قدیمی‌ترین اشعار مردمی فارسی نیز نشانه‌هایی از ردیف دیده می‌شود. از جمله، در شعر زیر از یزید بن مفرغ، که از قدیمی‌ترین شعرهای فارسی و جوشیده از میان مردم دانسته می‌شود، مصراع‌های اول و سوم هم قافیه و هم ردیف دارند:
| آب است و نبیذ است |
| عصارات زبیب است   |
| مسیه رو سپیذ است  |

در شعر زیر از هجویه‌های خراسانی نیز که مربوط به قرن سوم هجری است، دو سطر پایانی قافیه و ردیف دارند:
| از ختلان آمذیه  |  | بروتباه آمذیه   |
| آواره باز آمذیه |  | بدیل فراز آمذیه |

قدیمی‌ترین دوبیتی دارای ردیف، شعری از محمود وراق است که از شاعران دورهٔ صفاریان و طاهریان بود. اولین شعرهایی که در آن‌ها از واژه‌های «شد»، «شود»، «به»، «تو»، «را»، «بود»، «همه» و «آمده است» به عنوان ردیف استفاده شده سرودهٔ ابوشکور بلخی هستند. پس از او شاعران دیگر نظیر دقیقی، کسایی مروزی، منجیک ترمذی، رابعه قزداری و بشار مرغزی اشعار مردّف سرودند و دایرهٔ واژه‌هایی که برای ردیف استفاده می‌شود را گسترش دادند.

### تحول در سیر زمان
قدمت ردیف به قدیمی‌ترین اشعار فارسی می‌رسد، اگر چه بیشتر از نیمهٔ دوم قرن پنجم هجری است که خود را نشان داده است. در طول زمان کاربرد ردیف نیز بیشتر شده است. همزمان، علایق شاعران به استفاده از ردیف‌های تازه نیز بیشتر شده و در نتیجه ردیف‌های دشوارتر به شعر راه یافته‌اند.
رودکی، که از او به عنوان پدر شعر فارسی یاد می‌شود، در حدود دو سوم رباعیاتش و حدود یک پنجم قصیده‌ها و قطعه‌ها از ردیف استفاده کرده است. دلیل این تفاوت آن است که قالب قصیده از شعر عربی اقتباس شده و در زمان رودکی کماکان از قالب عربی پیروی می‌کرده است که فاقد ردیف بودند. تنوع ردیف‌ها در اشعار رودکی قابل توجه است و علاوه بر ردیف‌های ساده‌تر مثل «است» و «شد» و «بود»، از ردیف‌های فعلی دیگر همچون «گیرد»، «پیچیده» و «تاخت» و غیره نیز استفاده کرده است. رودکی از ردیف‌های اسمی نیز استفاده کرده است (مثل «دل»، «غم» و «مرد») و ردیف‌های چندکلمه‌ای نیز به کار برده‌آست. طولانی‌ترین ردیف در اشعار رودکی «آید همی» است که در شعر قصیدهٔ بوی جوی مولیان به کار برده است. در شعر دیگر شاعران عهد سامانی نیز ردیف یافت می‌شود اما معمولاً ساده، کوتاه و بی‌تکلف است.
فردوسی و بسیاری از مثنوی‌سرایان پس از او بسیار از ردیف استفاده کرده‌اند. اگرچه قافیهٔ مثنوی در هر بیت تغییر می‌کند، اما بین دو مصراع بیت می‌توان با تکرار واژه‌ها، ردیف ایجاد کرد. فردوسی به‌طور خاص از ردیف‌هایی که بر وزن «فَعَل» یا «فَعول» هستند (یعنی با رکن پایانی وزن شعر شاهنامه مطابق هستند) بسیار بهره برده است. حدود ۱۲ درصد از بیت‌های شاهنامه ردیف دارند. نظامی گنجوی هم در مخزن الأسرار به کمک فعل‌های ربط «است»، «بود» و «شد» ردیف‌های فراوانی ایجاد کرده است؛ چنان‌که بیش از نیمی از ابیات مخزن الأسرار مرّدف هستند.
| تا کرمش در تتق نور بود      |  | خار ز گل نی ز شکر دور بود |
| چون که به جودش کرم آباد شد  |  | بند وجود از عدم آزاد شد   |
| ...                         |  |                           |
| با جبروتش که دو عالم کم است |  | اول ما آخر ما یکدم است    |
| ...                         |  |                           |
| روضه ترکیب ترا حور ازوست    |  | نرگس بینای ترا نور ازوست  |
| کشمکش هر چه در و زندگیست    |  | پیش خداوندی او بندگیست    |

فرخی یزدی اگرچه در کل کمتر از ردیف استفاده کرده (کمتر از ۷٪ از قصیده‌های او مردّف هستند) اما به‌طور خاص در ترجیع‌بندهایش از ردیف استفادهٔ بسیار کرده است. در اشعار عنصری بلخی و منوچهری دامغانی، ردیف‌ها ساده‌اند و این در شعرهای سبک خراسانی نیز بسیار دیده می‌شود.
از قرن پنجم به بعد، کاربرد ردیف تغییر می‌کند. ناصرخسرو برای اولین بار اسم‌های خاص را در ردیف قرار می‌دهد و پس از او مسعود سعد سلمان و ابوالفرج رونی نیز این روش را ادامه می‌دهند و به التزام‌های دشوار در ردیف روی می‌آورند. ناصرخسرو همچنین شروع به هنجارشکنی در کاربرد ردیف می‌کند، مثل استفاده از تخییر (بخش § ناهنجاری‌ها در ردیف را ببینید). مسعود سعد نه تنها ردیف را بیشتر استفاده می‌کند (حدود یک چهارم قصیده‌های او مردّف هستند) که استفاده از ردیف‌های دشوار (مثل «فتح» و «قلم») نیز در آثار او دیده می‌شود.
پس از این دوره، ردیف به سوی تکلف و دشواری پیش می‌رود و شاعرانی همچون ابوالفرج رونی، فرقدی، مجیر بیلقانی، جمال‌الدین اصفهانی، ظهیر فاریابی، خاقانی، ضیاء خجندی و کمال‌الدین اصفهانی به این عنصر شعری توجه ویژه‌ای نشان می‌دهند. گاهی یک ردیف شهرت می‌یابد و شاعران دیگر تلاش می‌کنند که همان ردیف را به کار ببرند و طبع‌آزمایی و حریف‌افکنی کنند. در اثر همین تحولات است که درآوردن ردیف‌های پیچیده یکی از ملاک‌های نقد ادبی دورهٔ معاصر شده است. برخی از شاعران در به‌کارگیری ردیف‌های دشوار خود را گرفتار می‌کنند تا جایی که مضمون شعرشان ضعیف می‌شود و مشخص است که به بن‌بست برخورده‌اند. برخی از شاعران این دوره به تقید در استفاده از ردیف‌های دشوار شهرت دارند که اثیرالدین اخسیکتی و کمال‌الدین اصفهانی از آن جمله‌اند.
خاقانی بین قصیده‌سرایان از نظر کاربرد ردیف رتبهٔ اول را دارد، چرا که سه چهارم قصیده‌های او مردّف هستند. قدرتی که او در التزام ردیف‌های دشوار نشان داده کم‌نظیر دانسته می‌شود و بسیار موفق شده که ردیف‌های دشوار و نامتداول را با ساختار جمله الفت دهد. بسیاری از شاعران پس از خاقانی، از ردیف‌های شعر او اقتباس کرده‌اند که مولوی از آن جمله است. مولوی از ردیف و تکرار آن برای ایجاد لذت صوتی و سماعی در شعر بهره می‌برد. او گاهی از جمله‌های کامل به عنوان ردیف استفاده می‌کند، که این شامل جمله‌های پرسشی و جمله‌های امری می‌شود. همچنین مولانا از «حاجب» در غزل‌هایش استفاده می‌کند؛ حاجب واژه یا واژه‌هایی هستند که مثل ردیف، عیناً تکرار می‌شوند اما پیش از قافیه قرار دارند. برخلاف ردیف که باید پس از تمام قافیه‌ها بیاید، حاجب می‌تواند در برخی ابیات نیاید. مولوی با استفاده از حاجب، موسیقی شعرش را غنی‌تر کرده است.
سعدی و حافظ هر دو از ردیف بسیار استفاده کرده‌اند، چنان‌که بیش از ۸۰ درصد غزل‌های هردوشان مردّف است. سعدی، همچنان که در شعرش پی سادگی است و از تکلف پرهیز می‌کند، در ردیف‌ها هم از واژه‌های دشوار پرهیز می‌کند و ردیف «است» به‌طور بارزی در شعر او فراوان‌تر از ردیف‌های دیگر است. حافظ نیز از ردیف برای ایجاد آرایه‌های لفظی و معنوی و خلق صور خیال بهره می‌گیرد. اما جامی که در نسل بعدی غزلسرایان بود، کمتر از ردیف استفاده کرده (حدود ۶۶ درصد غزل‌های جامی مردّف هستند) و بیشتر ردیف‌هایی ساده به کار برده است. برعکس، صائب تبریزی، که یک نسل پس از جامی بوده است، هم بیشترین تعداد غزلیات را سروده و هم بسیار از ردیف استفاده کرده؛ او ۷۰۱۵ غزل سروده که بیش از ۹۴ درصدشان مردّف هستند. صائب یک نمایندهٔ تمام عیار از سبک هندی دانسته می‌شود و همچنان که در این سبک رایج بوده، هر جا که قافیه در اشعار او تکرار می‌شده صائب از ردیف هم استفاده می‌کرده تا تکرار قافیه را عیب‌پوشی کند.
در بین شاعران معاصر نیز ردیف کماکان استفاده‌ای فراگیر داشته است. ایرج میرزا در ۱۴ تا از ۱۳۶ قصیده‌اش از ردیف استفاده کرده، از ۱۸۸ غزل فرخی یزدی فقط ۷ غزل فاقد ردیف است، و از ۲۸۰ شعر پروین اعتصامی ۸۲ شعر ردیف دارد. بیش از نیمی از شعرهای شهریار نیز مردّف هستند، به خصوص غزل‌هایش. نیما یوشیج هم بیش از صد رباعی سروده است که نزدیک به نیمی از آن‌ها ردیف دارند. توجه نیما، به عنوان یک شاعر سنت‌شکن و نوآور به استفاده از ردیف در رباعیاتش می‌تواند نشان‌دهندهٔ اهمیت ردیف در شعر کلاسیک فارسی باشد. اگر چه شعر نو اساساً از بند ردیف و قافیه رهاست، اما در شعر نو هم ردیف دیده می‌شود، ولی برخلاف شعر کلاسیک فارسی، وجود ردیف در شعر نو مقید به قافیه نیست. برای نمونه، در شعر «من به مهمانی دنیا رفتم / من به دشت اندوه، من به باغ عرفان / من به ایوان چراغانی دانش رفتم» واژهٔ «رفتم» مانند ردیف تکرار شده بدون آن که واژه‌ای دیگر به عنوان قافیه پیش از آن به کار رفته باشد.

### اشعار عامیانه
ردیف در بین اشعار عامیانه نیز کاربرد فراوانی دارد. از جمله، در بسیاری از لالایی‌ها می‌توان ردیف یافت. بین اشعار عامیانه دیگر که برای عروسی یا بدون مناسبت خاصی خوانده می‌شوند نیز ردیف دیده می‌شود. حتی گاهی شعرهایی عامیانه‌ای که وزن و قافیه در آن‌ها به درستی رعایت نشده نیز دارای ردیف هستند.

### ردیف در اشعار غیر فارسی
استفاده از ردیف، از شعر فارسی به شعر زبان‌های مناطق مجاور ایران نیز راه یافته است. برای مثال، در شعری عربی از جارالله زمخشری که رشیدالدین وطواط آن را نقل کرده و «بر منوال عجم» توصیف کرده است، عبارت «علاءالدوله» به صورت ردیف به کار رفته است:
| الفضل حَصَّلَهُ علاءالدوله |  | والمجد اثله علاءالدوله |

همچنین در ادبیات صوفیانهٔ عرب نیز در نمونه‌های متأخر، استفاده از ردیف دیده می‌شود. به گفتهٔ محمدرضا شفیعی کدکنی در کتاب موسیقی شعر، قدیمی‌ترین کاربرد ردیف در شعر عربی که در آن قافیه هم کاملاً رعایت شده است یک رباعی از ابوالعباس محمد بن ابراهیم کاتب باخرزی است که از شاعران خراسان در پایان قرن چهارم و اوایل قرن پنجم هجری بود.
اشاره به این که کاربرد ردیف در شعر عربی از شعر فارسی اقتباس شده است، پیشینهٔ طولانی دارد. خواجه نصیر طوسی در معیار الاشعار به این نکته اشاره کرده است و در رسالهٔ غصن البان نیز این نکته ذکر شده و نویسندهٔ رساله، دلیل آن را «ویژگی‌های زبانی» دانسته است. شمس‌العلما قریب گرکانی نیز در کتاب ابدع البدایع قاطعانه می‌گوید که «شاعران عرب ردیف در شعر نیاوردند». در رساله‌های کنز الفواید و حدایق السحر نیز بر این نکته تصریح شده است.
احمد محسنی، این «ویژگی‌های زبانی» که باعث شده در شعر فارسی استفاده از ردیف ممکن باشد و شکل بگیرد، به دو دسته تقسیم کرده است. نخست، ویژگی‌های زبان‌شناختی (دستوری) هستند، چنان‌که در فارسی فعل کمکی به شکلی استفاده می‌شود که در زبان عربی موجود نیست؛ این فعل‌های ربط می‌توانند مسیر را برای شکل‌گیری ردیف فراهم کنند، چنان‌که در شعرهای قدیمی‌تر نیز استفاده از فعل کمکی نظیر «است» و «بود» برای ردیف رایج بود. ویژگی دوم، موسیقی کلام است که در زبان عربی (به دلیل این که واژه‌ها با حرکت تمام می‌شوند) متفاوت از فارسی است، و باعث می‌شود که در شعر فارسی برای تقویت موسیقی کلام نیاز به استفاده از ردیف احساس شود. به بیان دیگر، در زبان عربی ساختن واژه‌های دارای قافیه آسانتر است و کمبود واژه‌های دارای قافیه در فارسی را می‌توان با استفاده از ردیف جبران کرد. شفیعی کدکنی دلیل سومی نیز برمی‌شمرد: این که در زبان فارسی، جای واژه‌ها در جمله قابل تغییر است، و این که فعل معمولاً در پایان جمله می‌آید، هر دو باعث می‌شوند که شکل گرفتن ردیف در فارسی ساده‌تر از زبانی مانند عربی باشد. بی‌جهت نیست که واژهٔ «است» از پرکاربردترین واژه‌هایی است که برای ردیف به کار رفته است.
در شعر ترکی نیز استفاده از ردیف متداول است که آن نیز اقتباسی از شعر فارسی دانسته می‌شود. نمونه‌های ردیف را می‌توان در غزل‌های هیدجی دید. همچنین، در دیوان اشعار محمد فضولی، انواع مختلف از شعر همچون غزل، ترجیع بند، مسمط، رباعی و قصیده دیده می‌شود که تقریباً همگی دارای ردیف هستند. یک نکتهٔ قابل توجه در این اشعار آن است که واژهٔ ردیف در بسیاری از آن‌ها، یک واژه با ریشهٔ فارسی یا عربی است. شفیعی کدکنی در کتاب موسیقی شعر می‌گوید که از دید برخی، ردیف تنها اقتباس شعر ترکی از فارسی نیست و جنبه‌های دیگر شعر ترکی همچون مضمون اشعار، وزن و قافیه نیز از شعر فارسی اقتباس شده‌اند.
در شعر هندی نیز استفاده از ردیف دیده می‌شود. در دانشنامهٔ تحفة الهند، نوشتهٔ میرزاخان بن فخرالدین محمد در قرن یازدهم هجری، از ردیف با نام تُکانت یاد شده و آمده که «تکانت یک کلمه یا بیشتر بود که بعد از تُک (قافیه) به یک معنی تکرار یابد و آن را به عربی ردیف گویند. وقوع آن در شعر لازم نیست و آن را محض زینت کلام آورند و چون در کلام واقع شود تکرار آن با همهٔ تُک‌ها واجب بُوَد و اختلاف آن به هیچ وجه جایز نیست.» مشخص نیست که آیا ردیف در شعر هندی هم از شعر فارسی اقتباس شده یا نه. در یکی از قدیمی‌ترین شعرهای زبان سانسکریت که در قرن سوم هجری به عربی ترجمه شده، نسخهٔ عربی دارای ردیف است؛ از این نکته می‌توان چنین برداشت کرد که نسخهٔ سانسکریت هم احتمالاً دارای نوعی ردیف بوده است. همچنین استفاده از «حاجب» (واژه‌های ردیف مانند که قبل از قافیه تکرار می‌شوند) نیز اگر چه در شعر فارسی فراگیرتر است، اما در شعر هندی نیز وجود داشته است و از آن با لفظ تُکادی یاد می‌کرده‌اند.
به گفتهٔ محمدرضا شفیعی کدکنی، ردیف در شعر زبان اردو نیز در دوره‌های متأخر یافت می‌شود و در زبان‌هایی که از زبان دری مشتق شده‌اند نیز یافت می‌شود.

## جلوه‌های هنری
ردیف مانند قافیه باعث غنا و زیبایی شعر می‌شود. تکرار ردیف در شعر آن را خوش‌آهنگ می‌کند، و به‌خصوص وقتی که ردیف به اجبار نیامده باشد و جوشیده از شعر باشد، به آن زیبایی و اهمیت می‌بخشد.
به عقیدهٔ کوروش صفوی، زبان‌شناس ایرانی، بین وزن، قافیه و ردیف در شعر سلسله‌مراتبی به همین ترتیب برقرار است؛ یعنی وقتی ردیف وجود دارد، حتماً قافیه و وزن نیز وجود دارند، و وقتی قافیه وجود دارد حتماً وزن نیز وجود دارد. وقتی خواننده یا شنوندهٔ یک شعر، مصراع اول آن را می‌شوند، آهنگی در ذهن او می‌نشیند و این انتظار را در او ایجاد می‌کند که همان آهنگ آغازین را در ادامه بشنود؛ همین انتظار است که قافیه و ردیف را ایجاد می‌کند. هر چه تعداد حروف و مصوت‌هایی که در قافیه و ردیف تکرار می‌شوند بیشتر باشد، این انتظار بیشتر برآورده می‌شود؛ از این رو چنین قافیه‌ها و ردیف‌هایی را زیباتر می‌دانند. به بیان دیگر، معیار زیبایی در قافیه، همسانی‌های بیشتر بین مصراع‌ها و بیت‌هاست و ردیف — از آنجا در تمام بیت‌ها که کاملاً همسان است — به این زیبایی کمک بیشتری می‌کند.
شاعر می‌تواند با تأکید بر مصوتی که در ردیف به کار رفته، به زیبایی شعر بیفزاید. برای مثال، در بیت‌های زیر از غزلی از عطار که عبارت «ما را» ردیف آن است و حاوی دو مصوت «آ» است، شاعر با استفادهٔ مکرر از همین مصوت در باقی واژه‌های شعر، به زیبایی آن افزوده است:
| چون نیست هیچ مردی در عشق یار، ما را |  | سجاده زاهدان را، درد و قمار ما را    |
| جایی که جان مردان باشد چو گوی گردان |  | آن نیست جای رندان، با آنچه کار ما را |
| گر ساقیان معنی با زاهدان نشینند     |  | می زاهدان ره را، درد و خمار ما را    |

بنابراین، یکی از نقش‌های ردیف جذب واژه‌هایی است که با آن‌ها در صامت‌ها و مصوت‌ها اشتراکاتی دارد.این امر می‌تواند به اشکال مختلفی رخ بدهد، همچون «تکریر» (تکرار واژهٔ ردیف در اواسط مصراع‌ها)، واج‌آرایی (پیاپی آمدن واژه‌هایی که در مصوت‌ها یا صامت‌هایی با ردیف دارای اشتراک هستند، برای تأکید بر آن مصوت‌ها و صامت‌ها)، یا «تجنیس» (به کار بردن واژه‌هایی در مصراع‌ها که با ردیف پایان بیت دارای جناس باشند). به‌طور مشابه، هر گاه ردیف و قافیه از نظر آوایی با هم نزدیک باشند، این باعث زیبایی بیشتر شعر می‌شود. برای نمونه، در شعر زیر از انوری، قافیه‌ها به «آر» ختم می‌شوند و ردیف که «روزگار» است نیز به همین صدا ختم می‌شود و این باعث زیبایی شعر می‌شود:
| ای در نبرد حیدرِ کرّارِ روزگار  |  | وی راست کرده خنجرِ تو کارِ روزگار |
| معمور کرده از پی امنِ جهانیان |  | معمار حُرمِ تو در و دیوارِ روزگار  |

همچنین ردیف می‌تواند باعث جذب واژه‌هایی شود که با آن ارتباط معنایی دارند؛ مثلاً وقتی از «محمد» به عنوان ردیف استفاده شود، واژه‌هایی همچون «قرآن» و «دین» و نظایر آن نیز ممکن است به شعر راه یابند تا مراعات نظیر رخ دهد. یا بر عکس، وقتی شاعر از واژهٔ «رَوَد» به عنوان ردیف استفاده می‌کند، می‌تواند با گنجاند واژهٔ «آید» در لابه‌لای مصراع‌ها شعر را به آرایهٔ تضاد مزیّن کند.
گذشته از این‌ها، ردیف از نظر حفظ وزن شعر نیز نقش مؤثری دارد. هر بار که ردیف تکرار می‌شود، تعداد مشخصی از هجاهای وزن شعر نیز به شکلی هماهنگ تکرار می‌شوند که این امر هماهنگی خاصی به شعر می‌دهد. نمونهٔ بارز این امر زمانی است که ردیف، دقیقاً تشکیل‌دهندهٔ رکن پایانی وزن عروضی باشد؛ مثلاً در شاهنامه فردوسی که در بحر متقارب مثمن محذوف سروده شده (فعولٌ فعولٌ فعولٌ فعول یا فعولٌ فعولٌ فعولٌ فعل)، بسیار پیش می‌آید که واژهٔ ردیف دقیقاً هم‌وزن آخرین رکن این بحر (یعنی «فعول» یا «فعل») باشد؛ نمونه‌هایی از این ردیف‌ها در شاهنامه عبارتند از «همی»، «شدند»، «بُوَد»، «مرا»، و «همو». مشابه این وضع در لیلی و مجنون نظامی هم دیده می‌شود. در اشعار مولوی که ردیف بیشتر جنبهٔ موسیقایی دارد، گاهی حتی ردیف دو رکنِ وزن عروضی را در بر می‌گیرد. این ویژگی ردیف، همچنین به شاعر امکان آن را می‌دهد که یک یا چند رکن به وزن شعرش بیفزاید و همین دست شاعران برای تنوع بخشیدن به اوزان را بازمی‌گذارد. پس ردیف دست شاعر را در استفاده از قافیه بازتر می‌کند و اجازه می‌دهد که واژه‌های بیشتری را بتوان برای قافیه به کار برد و با وزن شعر سازگار کرد. برای مثال، واژه‌هایی نظیر «جهان» و «روان» در بحر متقارب مثمن سالم (فعولن فعولن فعولن فعولن) نمی‌توانند به عنوان قافیه استفاده شوند، اما شاعر می‌تواند با افزودن «ی» یا «را» به انتهایشان به عنوان ردیف، وزن ترکیب قافیه و ردیف را با رکن آخر آن بحر سازگار کند (مثل «روان را» که بر وزن «فعولن» است). این کاربرد ردیف، در بین شاعران دوره‌های نخستین شعر فارسی رواج داشت. از این حیث، ردیف به «الف اطلاق» نیز شباهت دارد. این ویژگی ردیف، در مثنوی کاربرد زیادی دارد؛ بررسی ابیات مردّف در شاخص‌ترین آثار مثنوی همچون شاهنامه، اسکندرنامه، مثنوی معنوی، هفت پیکر، لیل و مجنون و امثال آن‌ها نشان می‌دهد که در ۲۰ تا ۴۰ درصد این ابیات، واژه‌ای که به عنوان قافیه به کار رفته برای این که به وزن شعر مطابقت کند حتماً نیاز به ردیف داشته است. اما این شکل کاربرد ردیف به‌خصوص در قصیده اهمیت پیدا می‌کند، چراکه تنگنای قافیه در قصیده بیشتر از انواع دیگر شعر فارسی است. در بررسی غزل‌ها و قصیده‌های شاعرانی همچون عنصری بلخی، فرخی یزدی، ناصر خسرو، خاقانی، عطار و حافظ نیز بین ۱۰ تا ۵۰ درصد بیت‌هایی که ردیف دارند، قافیه‌ای دارند که بدون ردیف به وزن شعر نمی‌نشیند.
یک نقش زیبایی‌شناسی دیگر برای ردیف، پوشاندن عیب قافیه است. برای مثال، از دید برخی از متخصصان عروض، وزن واژهٔ قافیه باید در تمام ابیات یکسان باشد (مثل «روان» و «نشان») و نباید از واژه‌هایی با وزن دیگر (مثل «مردان») برای قافیه استفاده کرد، اگر چه برخی یک‌بار تخطی از این قاعده را مجاز دانسته‌اند. قافیه‌ای که از این قاعده تخطی کند، «قافیهٔ شایگان» نام می‌گیرد. وقتی شعری ردیف داشته باشد، وجود قافیهٔ شایگان در آن کمتر به چشم می‌آید و شاعر به این شکل می‌تواند شعرش را بی‌عیب یا کم‌عیب جلوه دهد. همچنین استفاده از یک واژه برای قافیه در چند بیت، پسندیده دانسته نمی‌شود اما شاعر می‌تواند با استفاده از ردیف، این عیب را نیز از نظر بپوشاند. مصادیق هر دوی این‌ها در شعر شاعران بزرگ همچون سعدی و حافظ دیده می‌شود. تکرار قافیه در شعرهای سبک هندی رواج بیشتری دارد و به‌کارگیری ردیف برای عیب‌پوشی از آن نیز در این سبک مرسوم بوده است. عیب دیگری که در قافیه پیش می‌آید، استفاده از واژه‌هایی است که اگر چه به صامت یکسانی ختم می‌شوند اما مصوت انتهایی آن‌ها فرق دارد (مثل قافیه کردن «چادُر» و «لاغَر» و «خاطِر») که به این عیب در قافیه «اقوا» می‌گویند. نمونه‌ای از این عیب در یکی از قصیده‌های ناصر خسرو دیده می‌شود که وی با افزودن ردیف «است» پس از قافیه‌ها، از آن عیب‌پوشی کرده است.
ردیف می‌تواند از گسیختگی و پراکندگی افکار شاعر بکاهد و او را در سرودن شعر یاری کند. این نکته در غزل‌ها که گاهی ابیات‌شان از نظر معنایی مستقل هستند، به چشم می‌خورد؛ ردیف در این غزل‌ها وحدت کلام را حفظ می‌کند و استفاده از واژه‌هایی که بار غنایی دارند (مانند «ابرو») در ردیف باعث می‌شود که پیوستگی موضوع در غزل (که شعری عاشقانه است) راحت‌تر حفظ شود. به بیان دیگر، ردیف باعث می‌شود که شاعر بتواند افکار و عواطف خود را با محوریت یک واژهٔ خاص سازماندهی کند.
دست آخر این که ردیف می‌تواند در ایجاد صور خیال در شعر نیز نقش‌آفرینی کند؛ مثلاً وقتی واژهٔ «مانَد» به عنوان ردیف به کار رود، محتوای مصراع‌ها و ابیات نیز از تشبیه و استعاره غنی خواهد شد. حتی استفاده از واژه‌های دیگر نیز می‌تواند زمینه‌ساز تشبیهات مکرر شود، چنان‌که حافظ در یکی از اشعارش از واژهٔ «عمر» به عنوان ردیف استفاده کرده و بیت‌های این شعر با تشبیهاتی همچون «کباب عمر»، «سحاب عمر» و «سراب عمر» زیباتر شده‌اند. به غیر از تشبیه و استعاره، ردیف می‌تواند زمینه‌ساز دیگر انواع آرایه‌های ادبی همچون کنایه نیز بشود. ردیف حتی ممکن است که زمینه‌ساز شکل‌گیری استعاره‌ها و کنایه‌های جدید باشد. مثلاً حافظ در غزلی که با مصراع «در وفای عشق تو مشهور خوبانم چو شمع» از ردیفِ «چو شمع» استفاده کرده و با تمرکز بر آن توانسته استعاره‌ها و تعبیرات جدیدی را خلق کند. البته این نکته، یک جنبهٔ منفی هم دارد: ردیف باعث شده که ترکیب‌های حسی و ملموس که از طریق تشبیه می‌توانستند ارائه شوند، جای خود را به ترکیب‌های استعاری و کنایی بدهند.
با این حال، ردیف همیشه منجر به جلوه‌های هنری نمی‌شود. اگر شاعر بتواند با مهارت، ردیف را با واژهٔ پیشینش جور کند، می‌تواند استحکام شعر را بالا ببرد و هنر شاعر را نیز نمایان سازد؛ اما اگر ردیف درست نشانده نشود و حالت متکلف داشته باشد، صرفاً تبدیل به عنصری تکراری شبیه به ترجیع‌بند می‌شود. این حالت به‌خصوص زمانی آسان رخ می‌دهد که ردیف، یک جملهٔ کامل باشد. اصرار درآوردن ردیف‌های پرتکلف، پیوند عناصر دیگر شعر با آن را نیز سست می‌سازد.

## ناهنجاری‌ها در ردیف
اگر چه بهنجارترین شکل کاربرد ردیف آن است که ردیف واژه‌ای مجاز از قافیه باشد که همیشه به یک معنا به کار رود، اما گاهی شاعران از این هنجارها تخطی می‌کنند و چنان‌که این کار را با ظرافت انجام دهند، حاصل کار می‌تواند به زیبایی شعر کمک کند.
«امتزاج ردیف» اصطلاحی است که برای توصیف وضعیتی به کار می‌رود که ردیف و قافیه با هم «ممتزج» می‌شوند، یعنی هر دو جزئی از یک واژه می‌شوند. برای مثال، امیر معزی نیشابوری قصیده‌ای دارد که با بیت «بهاری کز دو رخسارش همی شمس و قمر خیزد / نگاری کز دو یاقوتش همی شهد و شکر خیزد» آغاز می‌شود و در تمام بیت‌های دیگرش نیز «خیزد» ردیف است و قافیه از واژه‌ای مجزا تشکیل شده که به «ـَر» ختم می‌شود؛ اما در بیت دوم این شعر، «خروش از شهر بنشاند هر آنگاهی که بنشیند /
هزار آتش برانگیزد هرآنگاهی که برخیزد»، واژهٔ «برخیزد» هم شامل قافیه («بر») و هم ردیف است، که مصداق امتزاج ردیف است. در واژه‌هایی که به «نه» یا «آنه» ختم می‌شوند نیز این وضع دیده می‌شود؛ مثلاً سعدی در بیت «یکی در بیابان سگی تشنه یافت / برون از رمق در حیاتش نیافت» واژهٔ «نیافت» را به کار گرفته که حاصل امتزاج قافیهٔ شعر (که به «نه» ختم می‌شود) و ردیف آن («یافت») است. خاقانی، عطار و دیگران نیز از این ویژگی در شعر خود استفاده کرده‌اند. همچنین واژه‌هایی که به «را» ختم می‌شوند (مثل «آشکارا») می‌توانند در اشعاری که واژهٔ را ردیفشان است و قافیه‌شان به «آ» ختم می‌شود، برای امتزاج ردیف به کار بروند؛ چنان‌که حافظ در غزلی که با «دل می‌رود ز دستم صاحب دلان خدا را» آغاز می‌شود، ترکیب‌های قافیه و ردیف مثل «آشنا را» و «قضا را» به کار برده اما در برخی بیت‌ها هم از «آشکارا» و «الکسارا» و غیره برای امتزاج ردیف بهره برده است. به‌طور مشابه، اگر «است» به عنوان ردیف استفاده شود و قافیه به یک مصوت ختم شود، می‌توان در برخی ابیات قافیه و ردیف‌هایی که به هم می‌چسبند (مثل «غوغاست» و «کجاست» و «ناپیداست»، یا «لشگری‌است» و «سرسری‌است») به کار گرفت و در برخی بیت‌ها از ترکیب‌های ممتزج (مثل «برخاست» و «راست»، یا «گریست» و «نگریست») استفاده کرد.
یکی دیگر از ناهنجاری‌ها، «تخییر» نام دارد و عبارت است از استفاده از واژه‌ای به عنوان ردیف در چند بیت، و سپس استفاده از آن به عنوان قافیه (بدون ردیف) در بیت بعدی. برعکس این نیز تخییر نام می‌گیرد، یعنی وقتی شاعر ابتدا واژه‌ای را به صورت قافیه به کار ببرد و در ادامه قافیه‌ای دیگر به کار بگیرد و واژهٔ اولیه را تبدیل به ردیف کند. به شعری که تخییر داشته باشد «مُخَیَّر» می‌گویند و در رسالهٔ کنز الفواید آمده که یک بار تخییر در شعر جایز است. نمونه‌ای از تخییر، این غزل از مولوی است که اگر چه در بیت اول «مایی» و «چرایی» را به صورت قافیه و بدون ردیف استفاده می‌کند اما در تمام بیت‌های بعدی شعر مردّف می‌شود:
| چه جمال جان فزایی که میان جان مایی  |  | تو به جان چه می‌نمایی، تو چنین شکر چرایی |
| چو بدان تو راه‌یابی چو هزار مه بتابی |  | تو چه آتش و چه آبی، تو چنین شکر چرایی   |
| غم عشق تو پیاده شده قلعه‌ها گشاده    |  | به سپاه نور ساده تو چنین شکر چرایی      |
| ...                                 |  |                                         |

تخییر نوعی گریز از ردیف محسوب می‌شود. نوع دیگر گریز از ردیف زمانی رخ می‌دهد که شاعر در میانهٔ شعر ناگهان ردیف را تغییر می‌دهد. البته این کار همیشه مطلوب و دلنشین نیست و جایز شمرده نمی‌شود. خواجه نصیر تغییر ردیف را تنها جایی مجاز می‌داند که با ذکر علت و عذرخواهی همراه باشد. یک نمونهٔ شاخص از تغییر ردیف در شعری از کمال‌الدین اسماعیل اصفهانی رخ می‌دهد و ردیف از «می‌آمد» به «می‌آید» تغییر می‌کند و شاعر در خودِ شعر به این تغییر ردیف اشاره می‌کند و به نوعی بابت آن پوزش می‌طلبد:
| سپیده دم که نسیم بهار می‌آید      |  | نگاه کردم و دیدم که یار می‌آمد |
| چو برگ گل که به یاد صبا درآویزد  |  | به باد پای روان بر سوار می‌آمد |
| ...                              |  |                               |
| ز بهر فال ز ماضی شدم بمستقبل     |  | که نقل‌های چنین خوشگوار می‌آید  |
| زهی رسیده به جایی که پیش دانش تو |  | همه نهان سپهر آشکار می‌آید     |
| ...                              |  |                               |

شکل خاص دیگری از تغییر ردیف زمانی رخ می‌دهد که ظاهر واژه یکسان است اما نقش دستوری آن تغییر می‌کند؛ مثلاً ردیف «بسته‌ای» (به صورت فعل) و «بسته‌ای» (اسم حالت نکره). از دید خواجه نصیر، این نوع تغییر ردیف هم مجاز است اما به جز این و مورد قبلی (که شاعر تغییر ردیف را با عذرخواهی همراه می‌کند) تغییر ردیف مجاز نیست. البته برخی از ادیبان تغییر معنای واژهٔ ردیف را نیز ناپسند می‌دانند. با این حال، این شکل از تغییر ردیف چنان پرکاربرد بوده که تبدیل به یک سنت شده است.

## یادداشت
1. ↑  اگر چه تعریف‌های مختلفی برای ردیف ارائه شده است، اما این تعریف که توسط احمد محسنی ارائه شده، کامل‌ترین تعریف دانسته می‌شود.[۴]
2. ↑  از آنجا که جز این واژه، واژهٔ دیگری در انتهای ابیات نبوده که موزون باشد، نمی‌توان آن واژه را ردیف دانست چرا که طبق تعریف، ردیف تنها وقتی وجود دارد که قافیه‌ای نیز وجود داشته باشد. از این وضعیت با اصطلاح «ردیف در جای قافیه» نیز یاد می‌شود.
3. ↑  البته به غیر از فعل و اسم، ردیف در نقش‌های دستوری دیگر نظیر جمله، ضمیر، صفت و حرف (مثل حرف اضافه) نیز به کار گرفته می‌شود.[۳۱] با این حال در تحلیل ردیف اشعار معمولاً دو دستهٔ فعلی و اسمی مورد توجه بوده‌اند.
4. ↑  به معنای «خورشید»
5. ↑  به معنای «مَن کُنند»
6. ↑  adāt به معنای «داد»
7. ↑  نیما یوشیج بنیانگذار شعر نوی فارسی دانسته می‌شود.
8. ↑  یعنی: به سبک فارسی
9. ↑  نوشتهٔ شهاب‌الدین انصاری
10. ↑  مثلاً در فارسی می‌گوییم «زید در خانه است» اما در عربی می‌گوییم «زید فی دار» و مشابه فعل کمکی است را به کار نمی‌گیریم.[۸۷]
11. ↑  tukanta
12. ↑  tukadi
13. ↑  الف اطلاق، حرف الفی است که در انتهای مصراع برای پر کردن وزن شعر اضافه می‌شود. برای مثال در بیت «مبادرت کن و خامُش مباش چندینا / اگرت بَدره رساند همی به بَدر منیر» الف در انتهای «چندینا» صرفاً برای جور کردن وزن شعر آمده و نمونهٔ الف اطلاق است. از این جهت، الف اطلاق را می‌توان «ردیف‌گونه» دانست.[۱۱۳]